# Élections sénatoriales de 2014 dans le Gers
Les élections sénatoriales de 2014 dans le Gers ont lieu le dimanche 28 septembre 2014. Elles ont pour but d'élire les deux sénateurs représentant le département au Sénat pour un mandat de six ans.

## Contexte départemental
Lors des élections sénatoriales de 2008, deux sénateurs ont été élus au scrutin majoritaire : Aymeri de Montesquiou, sénateur sortant, centriste a été réélu et Raymond Vall, pour le PRG, a fait son entrée à la Haute-assemblée.  
Ils sont, l'un et l'autre, à nouveau candidats en 2014.
Depuis 2008, le collège électoral, constitué des grands électeurs que sont les sénateurs sortants, les députés du département, les conseillers régionaux, les conseillers généraux et surtout les délégués des conseils municipaux, a été largement renouvelé par des élections législatives de 2012 à l'issue desquelles le PS conserve les deux circonscriptions du département, les élections régionales de 2010 qui ont conforté la majorité de gauche au conseil régional de Midi-Pyrénées, les élections cantonales de 2011 qui ont renforcé la nette majorité de gauche au sein de l'assemblée départementale et les élections municipales de 2014 qui ont vu Condom et Vic-Fezensac passer à droite. Mais les résultats dans les communes les plus importantes ne peuvent occulter le fait que plus de 50 % du collège électoral est issu de communes de moins de 500 habitants.  

## Rappel des résultats de 2008
| Candidat et parti politique | Candidat et parti politique  | Candidat et parti politique | Premier tour | Premier tour | Second tour | Second tour |
| Candidat et parti politique | Candidat et parti politique  | Candidat et parti politique | Voix         | %            | Voix        | %           |
| --------------------------- | ---------------------------- | --------------------------- | ------------ | ------------ | ----------- | ----------- |
|                             | Aymeri de Montesquiou        | UMP                         | 380          | 52,63        |             |             |
|                             | Raymond Vall                 | PRG                         | 290          | 40,17        | 396         | 54,55       |
|                             | Jean-Pierre Pujol            | PS                          | 268          | 37,12        | 330         | 45,45       |
|                             | Paul Perrussan               | PS                          | 254          | 35,18        | Retrait     | Retrait     |
|                             | Gérard Marcet                | PCF                         | 58           | 8,03         | Retrait     | Retrait     |
|                             | Colette Bassac               | PCF                         | 52           | 7,20         | Retrait     | Retrait     |
|                             | Douce de Franclieu           | DVD                         | 40           | 5,54         | Retrait     | Retrait     |
|                             | Jean Martowicz               | DVD                         | 17           | 2,35         | Retrait     | Retrait     |
|                             | Hervé de Bigault de Casanove | DVD                         | 4            | 0,55         | Retrait     | Retrait     |
|                             | Frédéric Vasseur             | FN                          | 3            | 0,42         | Retrait     | Retrait     |
|                             |                              |                             |              |              |             |             |
| Inscrits                    | Inscrits                     | Inscrits                    | 981          | 100,00       | 981         | 100,00      |
| Abstentions                 | Abstentions                  | Abstentions                 | 13           | 1,33         | 11          | 1,12        |
| Votants                     | Votants                      | Votants                     | 968          | 98,67        | 970         | 98,88       |
| Blancs et nuls              | Blancs et nuls               | Blancs et nuls              | 5            | 0,52         | 18          | 1,86        |
| Exprimés                    | Exprimés                     | Exprimés                    | 963          | 99,48        | 952         | 98,14       |

## Sénateurs sortants
| Sénateur | Sénateur              | Parti | Fonctions lors de l'élection en 2008                  |
| -------- | --------------------- | ----- | ----------------------------------------------------- |
|          | Aymeri de Montesquiou | UDI   | Sénateur sortant, conseiller général, maire de Marsan |
|          | Raymond Vall          | PRG   | Conseiller régional, maire de Fleurance               |

## Collège électoral
En application des règles applicables pour les élections sénatoriales françaises, le collège électoral appelé à élire les sénateurs du Gers en 2014 se compose de la manière suivante :
| Délégués des communes                                                                         |                        |                       |                       |          |                     |
|                                                                                               | Conseillers municipaux | Délégués / commune    | Communes concernées   | Délégués | % collège électoral |
| Délégués des communes de moins de 9 000 habitants                                             |                        |                       |                       |          |                     |
| - communes de < 100 habitants                                                                 | 7                      | 1                     | 94                    | 94       | 12,08 %             |
| - communes de < 500 habitants                                                                 | 11                     | 1                     | 301                   | 301      | 38,69 %             |
| - communes de < 1500 habitants                                                                | 15                     | 3                     | 50                    | 150      | 19,28 %             |
| - communes de < 2 500 habitants                                                               | 19                     | 5                     | 8                     | 40       | 5,14 %              |
| - communes de < 3 500 habitants                                                               | 23                     | 7                     | 1                     | 7        | 0,90 %              |
| - communes de < 5 000 habitants                                                               | 27                     | 15                    | 3                     | 45       | 5,78 %              |
| - communes de < 9 000 habitants                                                               | 29                     | 15                    | 3                     | 45       | 5,78 %              |
| Délégués des communes de 9 000 à 29 999 habitants                                             |                        |                       |                       |          |                     |
| - communes de < 10 000 habitants                                                              | 29                     | 29                    | 0                     | 0        | 0,00 %              |
| - communes de < 20 000 habitants                                                              | 33                     | 33                    | 0                     | 0        | 0,00 %              |
| - communes de < 30 000 habitants                                                              | 35                     | 35                    | 1                     | 35       | 4,50 %              |
| Délégués des communes bénéficiant des dispositions particulières pour les communes fusionnées |                        |                       |                       |          |                     |
| Seissan, Vic-Fezensac                                                                         |                        |                       | 2                     | 20       | 2,57 %              |
| Délégués des communes                                                                         | Délégués des communes  | Délégués des communes | Délégués des communes | 737      | 94,73 %             |
| Conseillers généraux                                                                          | Conseillers généraux   | Conseillers généraux  | Conseillers généraux  | 31       | 3,98 %              |
| Conseillers régionaux                                                                         | Conseillers régionaux  | Conseillers régionaux | Conseillers régionaux | 6        | 0,77 %              |
| Députés                                                                                       | Députés                | Députés               | Députés               | 2        | 0,26 %              |
| Sénateurs                                                                                     | Sénateurs              | Sénateurs             | Sénateurs             | 2        | 0,26 %              |
| Total                                                                                         | Total                  | Total                 | Total                 | 778      | 100,00 %            |

1. ↑  Dans les communes de moins de 9 000 le conseil municipal élit en son sein des délégués dont le nombre dépend de la taille de la commune.
2. ↑  Dans les communes de 9 000 à 29 999 habitants, tous les conseillers municipaux sont délégués. Il n'y a pas de délégués supplémentaires
3. ↑  « Dans le cas où le conseil municipal est constitué par application des articles L. 2113-6 et L. 2113-7 du code général des collectivités territoriales relatif aux fusions de communes dans leur rédaction antérieure à la loi n° 2010-1563 du 16 décembre 2010 de réforme des collectivités territoriales, le nombre de délégués est égal à celui auquel les anciennes communes auraient eu droit avant la fusion. » (Code électoral, article L284)

## Présentation des candidats
Les nouveaux représentants sont élus pour une législature de 6 ans au suffrage universel indirect par les grands électeurs du département. Dans le Gers, les deux sénateurs sont élus au scrutin majoritaire à deux tours. Ils sont 12 candidats dans le département, chacun avec un suppléant.
| N°  | Candidats | Candidats             | Parti | Principales fonctions                                 |
| --- | --------- | --------------------- | ----- | ----------------------------------------------------- |
| T01 |           | Aymeri de Montesquiou | UDI   | Sénateur sortant, conseiller général, maire de Marsan |
| S01 |           | Karine Mouton         | UDI   |                                                       |
| T02 |           | Michel Sanroma        | DVG   |                                                       |
| S02 |           | Mariana Baric         | DVG   |                                                       |
| T03 |           | Gérard Bezerra        | UMP   | Maire de Montréal-du-Gers                             |
| S03 |           | Christine Pieters     | UMP   | Conseillère générale, maire de Castéron               |
| T04 |           | Romain Duport         | DVD   | Adjoint au maire de Plaisance                         |
| S04 |           | Sarah Despeaux        | DVD   |                                                       |
| T05 |           | Jean-Luc Yelma        | FN    |                                                       |
| S05 |           | Jacqueline Cornon     | FN    | Conseillère municipale de Saint-Maur                  |
| T06 |           | Maryse Dellac         | PCF   | Vice-présidente de Grand Auch Agglomération           |
| S06 |           | Jean-Michel Laffitte  | PCF   | Maire de Saint-Élix-Theux                             |
| T07 |           | Bruno Gabriel         | PCF   | Conseiller municipal de Gimont                        |
| S07 |           | Marie-Christine Clair | PCF   | Conseillère municipale de L'Isle-Jourdain             |
| T08 |           | Franck Montaugé       | PS    | Maire d'Auch                                          |
| S08 |           | Carole Rolando        | PS    | Conseillère municipale d'Eauze                        |
| T09 |           | Raymond Vall          | PRG   | Sénateur sortant, maire de Fleurance                  |
| S09 |           | Thérèse Bourgès       | DVG   | Maire de Saint-Martin                                 |
| T10 |           | Alain Duffourg        | UDI,  | Maire de Tourrenquets                                 |
| S10 |           | Muriel Larrieu        | DVD   | Maire de Laas                                         |
| T11 |           | Jean Martowicz        | DVD   |                                                       |
| S11 |           | Marie-Jeanne Outrebon | DVD   |                                                       |
| T12 |           | Bruno Dienot          | DLR   |                                                       |
| S12 |           | Sylvie Cabella        | DLR   |                                                       |

## Résultats
| Candidat et parti politique | Candidat et parti politique | Candidat et parti politique | Premier tour | Premier tour | Second tour | Second tour |
| Candidat et parti politique | Candidat et parti politique | Candidat et parti politique | Voix         | %            | Voix        | %           |
| --------------------------- | --------------------------- | --------------------------- | ------------ | ------------ | ----------- | ----------- |
|                             | Franck Montaugé             | PS                          | 311          | 40,76        | 362         | 48,14       |
|                             | Aymeri de Montesquiou       | UDI                         | 279          | 36,57        | 319         | 42,42       |
|                             | Alain Duffourg              | UDI                         | 258          | 33,81        | 271         | 36,04       |
|                             | Raymond Vall                | PRG                         | 252          | 33,03        | 272         | 36,17       |
|                             | Gérard Bezerra              | UMP                         | 68           | 8,91         |             |             |
|                             | Romain Duport               | DVD                         | 63           | 8,26         | 37          | 4,92        |
|                             | Maryse Dellac               | PCF                         | 47           | 6,16         |             |             |
|                             | Bruno Gabriel               | PCF                         | 38           | 4,98         |             |             |
|                             | Michel Sanroma              | DVG                         | 30           | 3,93         |             |             |
|                             | Jean-Luc Yelma              | FN                          | 11           | 1,44         | 8           | 1,06        |
|                             | Bruno Dienot                | DLR                         | 5            | 0,66         | 3           | 0,40        |
|                             | Jean Martowicz              | DVD                         | 2            | 0,26         |             |             |
|                             |                             |                             |              |              |             |             |
| Inscrits                    | Inscrits                    | Inscrits                    | 778          | 100,00       | 778         | 100,00      |
| Abstentions                 | Abstentions                 | Abstentions                 | 7            | 0,90         | 9           | 1,16        |
| Votants                     | Votants                     | Votants                     | 771          | 99,10        | 769         | 98,84       |
| Blancs                      | Blancs                      | Blancs                      | 8            | 1,04         | 17          | 2,21        |
| Nuls                        | Nuls                        | Nuls                        | 0            | 0,00         | 0           | 0,00        |
| Exprimés                    | Exprimés                    | Exprimés                    | 763          | 98,96        | 752         | 97,79       |